# Суровец
Суровец  (Сурог, Суровен) — богатырь, имя которого А. Н. Веселовский выводит от Сурожа. Под последним названием известен был в старину Судак. У нас долго был в ходу термин «гость суражанин» в значении купца, торгующего преимущественно шелковыми товарами. (Сурожане — старинное название, русских (московских) купцов («гостей»), которые вели торговлю с крымским городом Сурожем и составляли особый сурожский ряд, впоследствии видоизмененный в суровский).
«Суровец» наших былин — не что иное, как языковой дублет к сурожанину; Суровец-суздалец — тавтология, вторая часть которой была искажена или подновлена по созвучию с Суздалем, более известным в северном нашем эпосе, чем Сурож. Чтобы проникнуть в богатырский эпос, «гость суроженин» должен был и сам стать богатырем, что лежало в действительных условиях средневековой торговли. Общая основа песен о Суровце сводится к тому, что молодой богатырь, выехавший на полеванье, встречается с татарскою ратью и побивает её. Если татары принадлежат подлиннику, а не заменили какого-нибудь иного, более древнего врага, и толкование Суровец — Сурожанин в географическом значении этого слова является верным, то легко указать и на историческую подкладку наших былин — на враждебные отношения татар именно к Сурожу в первой половине XIII в. (1223, 1239, 1253 гг.). Народная песня, по обычаю, извратила эти отношения в интересах народной славы: Суровец побеждает татарского царя, как и в прочих былинах татары всегда бывают разбиты и посрамлены. В противоположность мнению А. Н. Веселовского, В. Ф. Миллер отождествляет имя Суровца с именем богатыря Саура Сауровича или Ванидовича и придерживается того мнения, что Суровец попал в былины не в силу воспоминания о приезжих из Сурожа купцах, а путём обычного былинам искажения названий.